# Мирув (гмина)
Мирув (пол. Mirów) — сельская гмина (волость) в Польше, входит как административная единица в Шидловецкий повет, Мазовецкое воеводство. Население — 3811 человек (на 2006 год).

## Демография
| Перепись                       | Всего   | Всего | Женщины | Женщины | Мужчины | Мужчины |
| ------------------------------ | ------- | ----- | ------- | ------- | ------- | ------- |
| Единицы                        | человек | %     | человек | %       | человек | %       |
| Население                      | 3805    | 100   | 1871    | 49,2    | 1934    | 50,8    |
| Плотность населения (чел./км²) | 54,3    | 54,3  | 26,7    | 26,7    | 27,6    | 27,6    |

## Сельские округа
1. Бешкув-Дольны
2. Бешкув-Гурны
3. Мирув
4. Мирув-Новы
5. Мирув-Стары
6. Мирувек
7. Рогув
8. Збиюв-Дужы
9. Збиюв-Малы

## Соседние гмины
1. Гмина Ястшомб
2. Гмина Мижец
3. Гмина Скаржыско-Косцельне
4. Гмина Шидловец
5. Гмина Вежбица